# Saint-Michel-des-Andaines
Saint-Michel-des-Andaines är en kommun i departementet Orne i regionen Normandie i nordvästra Frankrike. Kommunen ligger i kantonen La Ferté-Macé som tillhör arrondissementet Alençon. År 2018 hade Saint-Michel-des-Andaines 325 invånare.

## Befolkningsutveckling
Antalet invånare i kommunen Saint-Michel-des-Andaines
| Referens: INSEE |